# James Hood Wright
James Hood Wright (Filadelfia, 4 novembre 1836 – New York, 12 novembre 1894) è stato un banchiere, dirigente d'azienda, imprenditore, un riorganizzatore delle ferrovie statunitensi, un magnate, un filantropo ed un finanziere statunitense.
Iniziò come contabile, ma le sue doti manageriali lo portarono a diventare partner dell'istituto bancario di G.P. Morgan. Partecipò al consiglio di amministrazione e riorganizzò diverse ferrovie. Facilitò gli investimenti nelle imprese elettriche e tecnologiche di Thomas Edison. Divenne ricco nelle sue operazioni commerciali ed era conosciuto come un filantropo a New York. Al momento della sua morte l'interesse per le sue finanze innescò la cronaca dei media nazionali sulla dimensione e sulla disposizione del suo patrimonio.

## Primi anni
Wright nacque a Filadelfia, Stati Uniti, il 2 novembre 1836, da William e Sarah Wright, (nata Hood). Studiò nel sistema scolastico pubblico di Filadelfia e, da adolescente, diventò un commesso di tessuti, posizione che ricoprì per diversi anni.

## Carriera

### Drexel, Morgan & Co.
Poco più che ventenne Wright divenne impiegato presso la società bancaria di Filadelfia Drexel and Company, dove il talento per la contabilità lo portò a rapide promozioni. Fu nominato socio intorno al 1864. Eccelleva nel rilevamento di denaro falso e gli fu affidata la responsabilità di rivedere e identificare il surrogato. Wright si trasferì a New York per lavorare per Drexel, Morgan & Company, la società che era succeduta a Drexel & Company. Pierpont si stancò del fratello più giovane dei Drexel, Joseph e fu rincuorato quando i Drexel suggerirono Wright come potenziale partner, che trovava "... competente, veloce, accurato e un 'negoziatore di capitali'". Temendo che la perdita di Joseph lo avrebbe alienato dalla famiglia Drexel, Pierpont fu sollevato quando Joseph si ritirò quell'anno, permettendogli di iniziare la sua lunga collaborazione con Wright.
Wright era uno dei soli sei soci della società bancaria. Per diventare partner, offrì un investimento alla società di $10.000 (equivalenti a $226.000 nel 2021), in cambio del 5% degli utili netti della società. Nel 1884 il valore delle azioni dei partner era cresciuto e la quota di Wright valeva $1 milione (equivalente a $30.159.000 nel 2021). Avrebbe mantenuto il suo investimento in banca fino alla sua morte. Wright fu coinvolto nella gestione ed investì in molte delle società per le quali la Drexel Morgan forniva servizi bancari.

### Direttore

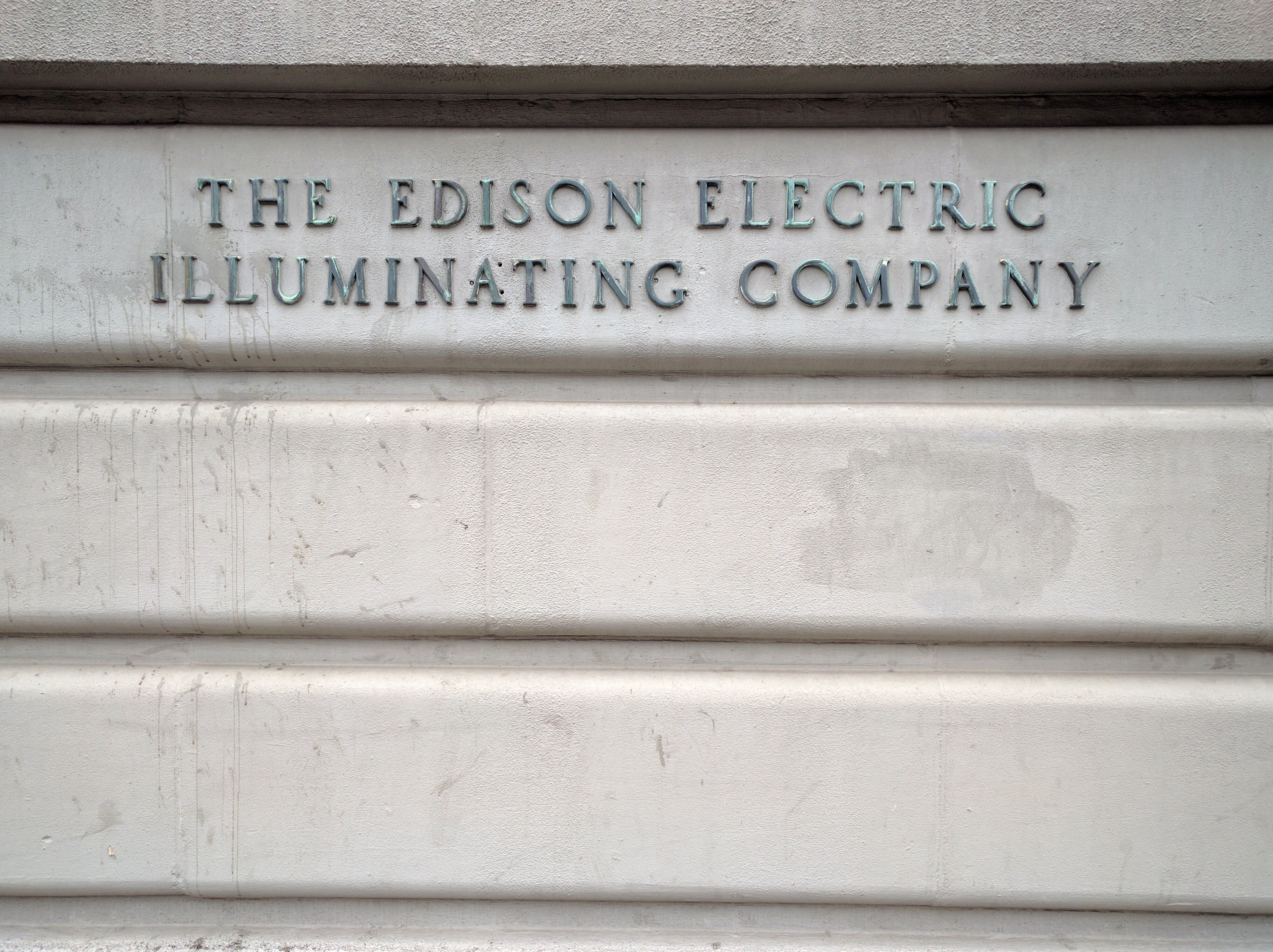
L'insegna della Edison Illuminating Company in Beacon Street a Boston

Wright era uno dei pochi azionisti di un'organizzazione formata per finanziare il progetto di illuminazione elettrica di Edison per illuminare Manhattan. Dal 1880 alla sua morte è stato direttore bancario della Edison Electric Illuminating Company e di altre società di Thomas Edison per il finanziamento dello sviluppo di dispositivi elettrici e la tecnologia di distribuzione dell'energia. La società di Edison era redditizia per i suoi investitori, con un utile netto in aumento da $229.000 nel 1890 a $606.000 nel 1893 e pagando $451.000, equivalenti a $13.602.000 nel 2021, in dividendi a Wright e ai suoi azionisti nel 1893. Edison diede segretamente azioni Wright e Morgan alla Edison Machine Works perché fossero i banchieri della sua Electric Illuminating Company.
Secondo il New York Times, Wright godeva della reputazione di "uno dei banchieri e riorganizzatori ferroviari più conosciuti" negli Stati Uniti. È stato direttore della Chicago, Milwaukee and St. Paul Railroad, la Ferrovia Meridionale, la Long Island Rail Road e la New York Garanty and Indemnity Company. La Long Island Rail Road e le sue linee affittate si rivelarono eccezionalmente prospere e una fonte di profitto sotto la sua gestione e direzione. Wright fu il principale responsabile della riorganizzazione della Filadelfia e Reading Railroad. Poco prima della sua morte si concentrò sulla Richmond and West Point Terminal Railway, la Warehouse Company e su tutte le ferrovie sussidiarie controllate dalla Richmond Railway. Prestò anche servizio come presidente della Suburban Rapid Transit Road, supervisionando la sua conversione in un sistema ferroviario sopraelevato. Fu direttore della West Shore Railroad e della Elgin, Joliet ed Eastern Railway Co. con sede a Chicago.

## Prima casa con luce elettrica
Un sistema di illuminazione elettrica con un proprio generatore, prodotto da Mitchell, Vance and Co., sotto la direzione di Thomas Edison, fu installato presso la residenza di Wright a New York. Questa fu segnalata come la prima residenza privata ad essere illuminata dal sistema di Edison a incandescenza, ed anche la prima ad essere alimentata da un generatore presente nella proprietà. Un'affermazione contrastante afferma che la prima residenza privata negli Stati Uniti illuminata da elettricità a incandescenza, generata da energia idroelettrica era il museo di Hearthstone ad Appleton WI.

## Vita privata e morte

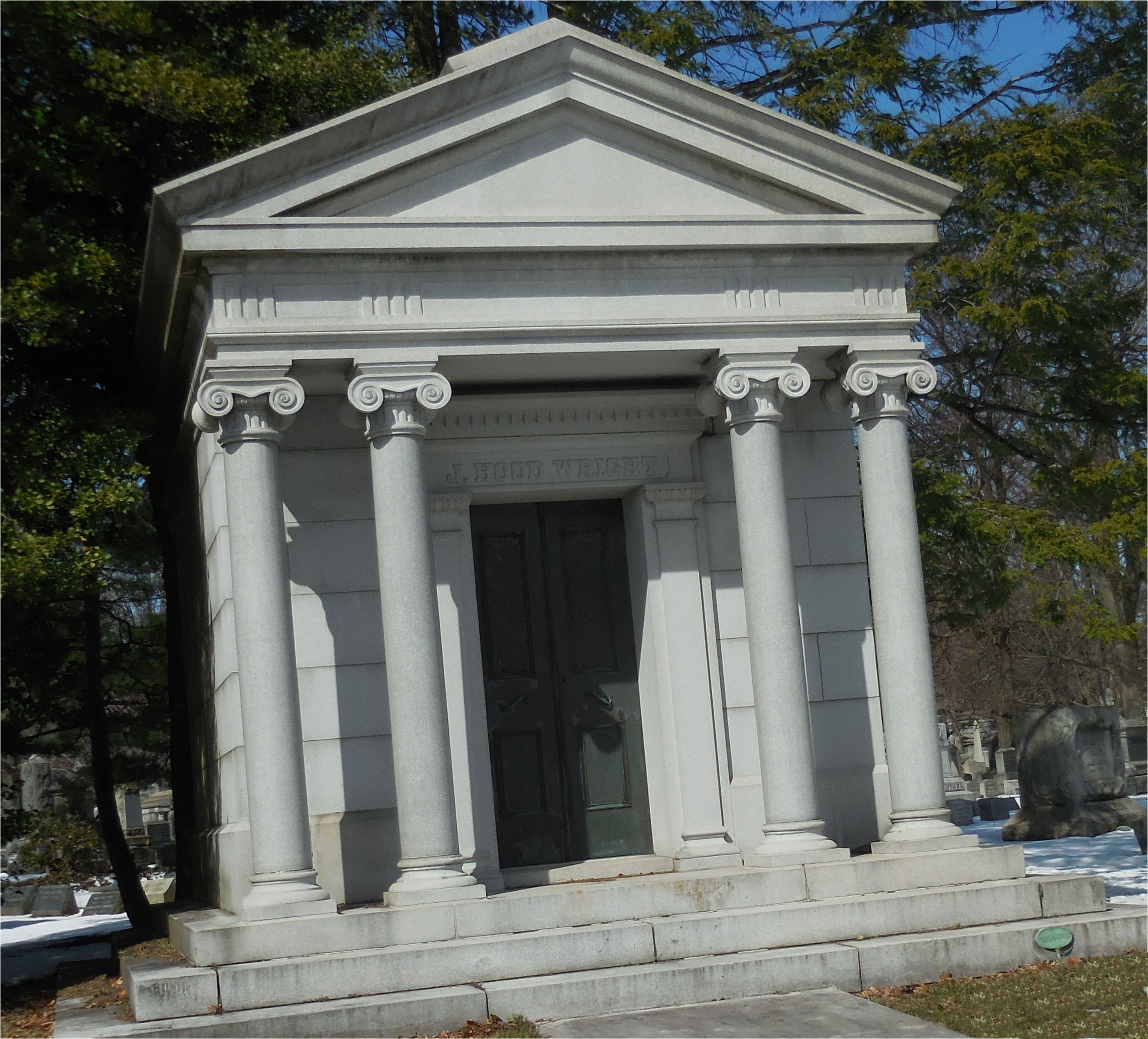
Mausoleo di J. Hood Wright al Cimitero di Woodlawn

Wright sposò Mary P. Robinson alla chiesa episcopale metodista di Arch Street di Filadelfia il 1 marzo 1881. Era la vedova di John M. Robinson, il suo partner di Drexel, Morgan & Co. La coppia di sposini andò in luna di miele a Washington D.C. in un vagone ferroviario privato fornito in modo particolare.
Wright era presidente del Manhattan Hospital. È stato membro del Metropolitan Club, del City Club, del Riding Club, del New York Yacht Club e del Metropolitan Museum di New York. Era legato al Partito Repubblicano e frequentava la Chiesa Presbiteriana.

Nel gennaio 1894 gli fu diagnosticata una malattia cardiaca e si ritirò parzialmente dal suo lavoro alla Drexel Morgan. Quell'estate trascorse del tempo in crociera sullo yacht Yampa con la moglie e la figliastra. Sentendosi guarito, tornò in banca in ottobre, ma morì in una stazione ferroviaria sopraelevata a New York il 12 novembre 1894, all'età di 58 anni. Al suo funerale, nella sua ex residenza sulla 174ª St. a Washington Hts. parteciparono molti giganti finanziari dell'epoca, tra cui J. Pierpont Morgan, che funse come portatore di bara, George Foster Peabody e William Rockefeller. È sepolto al Woodlawn Cemetery di New York.

## Capitale

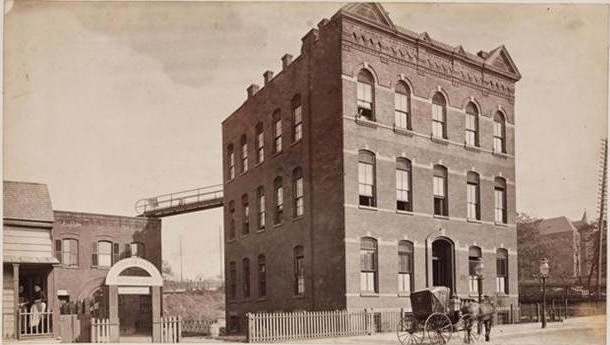
Ospedale alla Memoria di J Hood Wright, 1886

Alla sua morte la reputazione di Wright come eminente finanziere, riorganizzatore ferroviario e confidente dei ricchi del paese (incluso Thomas Edison) scatenò una frenesia mediatica che speculava sulle dimensioni della sua proprietà. I giornali negli Stati Uniti dal New York a Silver City, Nuovo Messico., pubblicarono storie ipotetiche che descrivevano la sua considerevole eredità. Nel 1895 i suoi nipoti contestarono il suo testamento. A quel tempo la NY Surrogate Court stimava che la fortuna di Wright ammontasse a $5 milioni, equivalenti a $156.596.000 nel 2021, in attività liquide e $300.000, equivalenti a $9.396.000 nel 2021, in proprietà. Nel marzo 1895 il tribunale di successione concordò e stabilì la determinazione finale della proprietà in $5 milioni in attività liquide e $300.000 in proprietà, la maggior parte dei quali andò a sua moglie, sua sorella e ai figliastri.
Wright fu determinante nella fondazione del Knickerbocker Hospital (J. Hood Wright Memorial Hospital) nel distretto di Manhattanville di New York, nel provvedere ai fondi per la sua creazione. Fu anche presidente dell'ospedale, provvedendo a un lascito nel suo testamento di $500.000 per l'ospedale, equivalenti a $15.660.000 nel 2021.

## Eredità

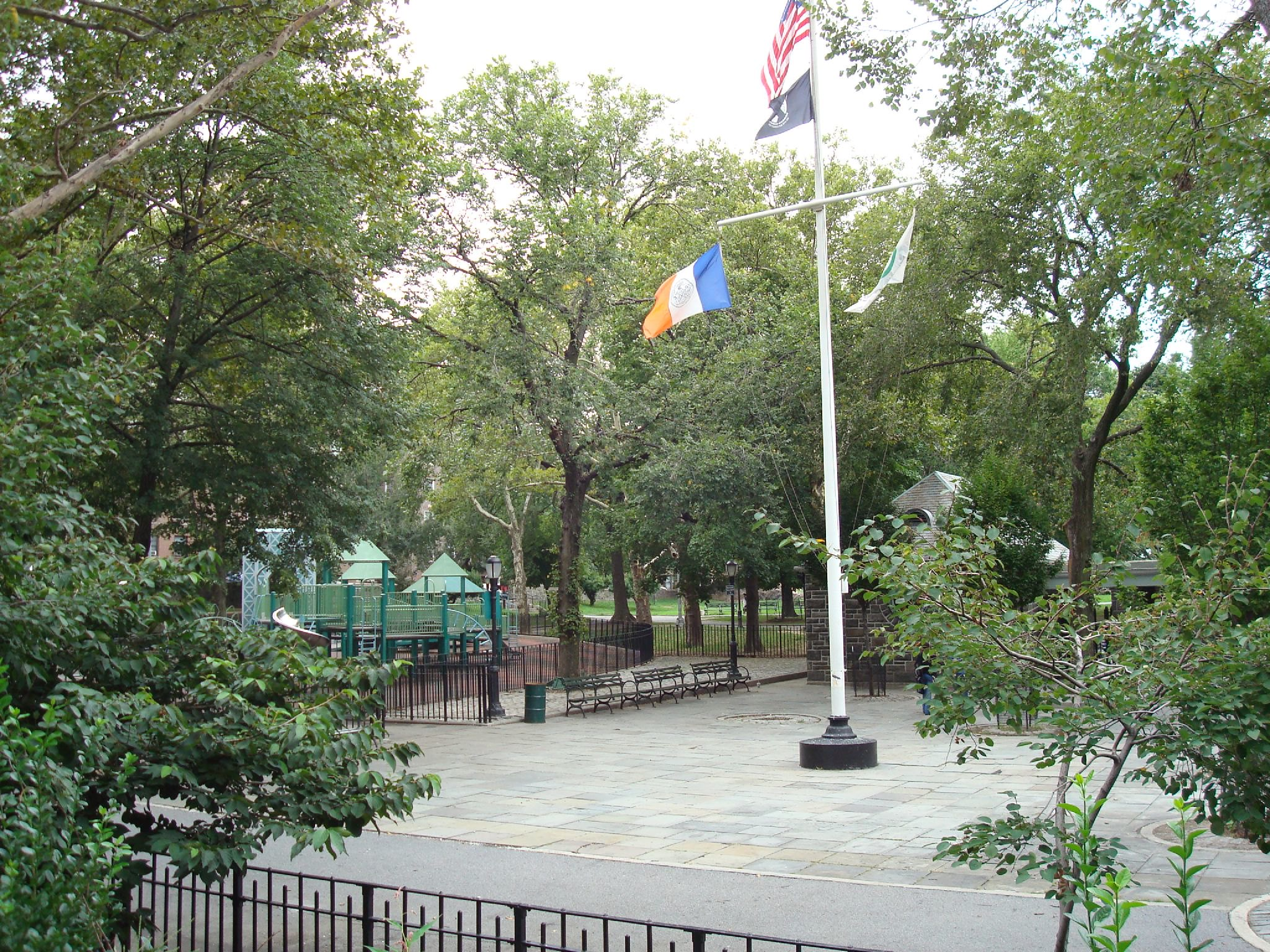
J. Hood Wright Park 2007

Wright nel suo testamento donò la terra per costruire l'omonimo J. Hood Wright Park a New York, situato tra la 173ª strada e la 176ª strada da Fort Washington Avenue a Haven Avenue. La sua spaziosa casa si trovava all'angolo tra la 175ª e Haven. Il parco è composto da 6,7 acri (2,7 ha) ed include un parco giochi che mostra un modello del vicino George Washington Bridge, visibile dai campi da basket del parco, dai campi da baseball e dal centro ricreativo.
Contribuì generosamente al sistema bibliotecario della Washington Heights Branch di New York. Una targa d'ingresso onora ancora la sua assistenza finanziaria nel cambiare la biblioteca da una biblioteca a pagamento a una biblioteca gratuita. Dopo la sua morte il Knickerbocker Hospital contestò una sovvenzione alla biblioteca nel testamento di Wright, asserendo che la filiale, assorbita dalla Biblioteca pubblica di New York, non aveva diritto a un lascito. La Corte d'Appello dello Stato di New York decise nel 1916 che $100.000, equivalenti a $3.132.000 nel 2021, fossero concessi alla biblioteca della filiale di Washington Heights poiché ciò avrebbe soddisfatto i termini della disposizione di Wright come eredità nel suo testamento.
Wright istituì un fondo fiduciario di dotazione di $1.000.000, equivalenti a $ 31.319.000 nel 2021, per il Knickerbocker Hospital, rimarcando che l'interesse del trust doveva essere utilizzato solo per il capitale operativo. Nel 1943 un giudice concesse il prelievo di somme dal fondo principale per evitare la chiusura dell'ospedale a causa di problemi economici causati dalla seconda guerra mondiale.